# Programme de revitalisation des bâtiments historiques par le biais du partenariat
Le programme de revitalisation des bâtiments historiques par le biais du partenariat (活化歷史建築夥伴計劃) est une initiative lancée par le gouvernement de Hong Kong, dans le cadre d'une politique plus large de conservation du patrimoine à Hong Kong. Afin de préserver et de faire bon usage des bâtiments historiques et de promouvoir la participation du public à la conservation des bâtiments historiques, le gouvernement de Hong Kong a choisi des bâtiments appartenant au gouvernement pour une réutilisation adaptative (en) dans le cadre du programme.
En 2018, 8 propriétés ont été ouvertes dans leurs nouvelles fonctions et 11 propriétés supplémentaires ont été attribuées pour rénovation. Les nouvelles utilisations incluent un musée, un marché, un « centre de thérapie psychologique par les arts créatifs », une installation pour former des chiens guide d'aveugle, et un centre de formation en leadership avec auberge.

## Portée
Les candidats éligibles sont des associations caritatives en vertu de l'article 88 de l'ordonnance sur les impôts intérieurs (en) (chapitre 112) et des coentreprises de deux ou plusieurs organisations à but non lucratif,. Les conditions de participation sont larges, avec un poids égal promis aux organisations indépendamment de la taille, de l'âge ou de « l'expérience locale dans la conservation du patrimoine ».
Les candidats soumettent des propositions d'utilisation de ces bâtiments pour fournir des services ou des affaires sous la forme d'une entreprise sociale. Les soumissions incluent des plans détaillés pour montrer comment, :
- les bâtiments historiques seraient préservés
- leur signification historique serait mise en évidence efficacement
- l'entreprise sociale fonctionnerait en termes de viabilité financière
- la communauté locale en bénéficierait, notamment en termes d'emplois et de repères culturels

Le financement peut être entièrement indépendant, ou un soutien financier du gouvernement peut être disponible. Le financement gouvernemental peut prendre la forme d'une subvention pour la rénovation, des frais de location réduits ou d'une subvention pour aider aux frais de démarrage et aux premiers frais d'exploitation.
Le comité consultatif sur la conservation du patrimoine bâti, composé d'experts en développement et conservation, évalue ensuite les propositions. Après deux tours d'évaluation, il choisit le gagnant de l'appel d'offres.

## Travaux de revitalisation

### Lot I
Le lot I du programme débute en février 2008. il comprend sept bâtiments :
- Salle d'étude Fong Yuen à Ma Wan – construite en 1920-1930, pas encore classée (maintenant rang III)
- Hôpital de Lai Chi Kok (en) à Lai Chi Kok (en) – construit en 1921–1924, bâtiment historique de rang III
- Lui Seng Chun à Mong Kok – construit en 1931, bâtiment historique de rang I
- Maison Mei Ho à Sham Shui Po – construit en 1954, rang I (maintenant rang II)
- Magistrature de Kowloon Nord (en) à Sham Shui Po – construite en 1960, pas encore classée (maintenant rang II)
- Ancien poste de police de Tai Po (en) – construit en 1899, bâtiment historique de rang I [plus tard reporté au lot II[9]]
- Ancien poste de police de Tai O (en) – construit en 1902, rang III (maintenant rang II)

Au total, 114 candidatures d'organisations à but non lucratif ont été reçues pour les 7 bâtiments historiques du premier lot du programme. Le bureau de développement a annoncé les résultats du concours le 17 février 2009 (moins un prix pour l'ancien poste de police de Tai Po (en)), ainsi qu'une série d'expositions itinérantes prévues pour cette année-là. Les rénovations ont suivi un calendrier échelonné, le premier projet commençant en décembre 2009 et le dernier projet se terminant en septembre 2013.

### Lot II
Le lot II du programme commence en août 2009. Il comprend les bâtiments suivants :
- Le groupe de la maison bleue à Wan Chai
  - Maison bleue (en) – construite en 1923–1925, rang I
  - Maison jaune aux 2-8 Hing Wan Street – construite en 1922–1925, rang II
  - Maison orange au 8 King Sing Street – construite en 1957, pas encore classée
  - Ancienne magistrature de Fanling (en) – construite en 1960, pas encore classée (maintenant rang III) [plus tard reportée au lot III[13]]
- Maison ancienne du village de Wong Uk – construite en 1911, monuments déclaré [aux enchères mais non attribuée[9]]
- Ancien poste de police de Tai Po (relance)
- Maisons en pierre aux 31-35 du nouveau village du temple de Hau Wong, Junction Road (en) – construites en 1937–1957, pas encore classées (maintenant rang III)

Au total, 38 demandes ont été déposées pour 5 bâtiments. Des projets ont été sélectionnés pour 3 des bâtiments. Les travaux ont commencé en décembre 2012 et les trois projets ont été achevés en avril 2017.

### Lot III
Le lot III du programme débute en octobre 2011,. Il comprend les bâtiments suivants :
- Marché de Bridges Street (en) au 2 Bridges Street (en), Sheung Wan – construit en 1953, rang III
- Ancienne magistrature de Fanling (relance)
- Manoir Haw Par au 15A Tai Hang Road (en), Causeway Bay – construit en 1933-1935, monument déclaré
- King Yin Lei au 45 Stubbs Road (en), Wan Chai – construit en 1937, monument déclaré [plus tard reporté[15]]

Au total, 34 candidatures ont été soumises. Le comité consultatif sur la conservation du patrimoine bâti a annoncé les propositions gagnantes pour 3 des 4 bâtiments en février 2013, mais a reporté la revitalisation de King Yin Lei. Les travaux de rénovation se sont déroulés de juin 2016 à juin 2018, et les 3 projets ont été mis en service en décembre 2018.

### Lot IV
Le lot IV du programme débute en décembre 2013. Il comprend les bâtiments suivants :
- King Yin Lei [plus tard reporté[17]]
- Centre de bien-être Dame Ho Tung
- 12 School Street
- Quartiers du personnel supérieur de l'ancienne ferme laitière

Au total, 26 candidatures ont été reçues pour les 4 bâtiments historiques du lot IV. Les 3 propositions gagnantes ont été annoncées en juin 2015, King Yin Lei n'a de nouveau pas été attribué, avec des plans à court terme pour la gestion gouvernementale et une réévaluation à long terme. Les travaux sur les 3 projets ont démarré au premier trimestre 2019, avec des échéances prévues en 2020 et une mise en service prévue en 2021.

### Lot V
Le lot V du programme débute en novembre 2016,. Il comprend les bâtiments suivants :
- Salle d'étude Fong Yuen , à Tin Liu Tsuen, Ma Wan [plus tard remis en vente[22]]
- Ancien poste de police de Lau Fau Shan – construit en 1962
- Marché Luen Wo – rang III
- Bloc Roberts, anciennes Victoria Barracks – rang II
- Maison Watervale, ancien camp Gordon Hard

Les 5 bâtiments historiques ont reçu 34 candidatures. Le comité consultatif sur la conservation du patrimoine bâti a annoncé les propositions gagnantes pour 4 des bâtiments en février 2013. La salle d'étude Fong Yuen  n'a pas été attribuée, avec des plans à court terme pour la gestion gouvernementale et une réévaluation à long terme. Des travaux de rénovation sont prévus pour 2021-2024, selon les projets.

### Lot VI
Le lot VI du programme comprend les bâtiments suivants :
- Villa Homi – construite au début des années 1930
- Salle d'étude Fong Yuen, à Tin Liu Tsuen, Ma Wan (relance)
- King Yin Lei (relance)
- Complexe des quartiers du personnel de la station de pompage d'eau brute de Tai Tam Tuk – construit en 1907
- Ancienne magistrature de Kowloon Nord (en) (ajoutée plus tard au lot)

Le lot VI du programme est en cours de planification. Après une série de « journées portes ouvertes pour les candidats » en décembre 2019 et un « atelier pour les candidats » en janvier 2020,, les propositions étaient initialement attendues en avril 2020 mais après deux reports sont prévues en septembre 2020. Ce lot comprend les deux bâtiments précédemment reportés, King Yin Lei et la salle d'étude Fong Yuen.